# Hoplophryne rogersi
Espèce
Statut de conservation UICN

 EN B1ab(iii) : En danger
Hoplophryne rogersi est une espèce d'amphibiens de la famille des Microhylidae.

## Répartition
Cette espèce est endémique du Nord-Est de la Tanzanie. Elle se rencontre entre 600 et 1 200 m d'altitude dans les monts Usambara, les monts Magrotto et les monts Nguru.

## Description
Hoplophryne rogersi mesure environ 25 mm. Son dos est gris ardoise nuancé de bleu gris. Son ventre est noir vermiculé de blanc bleuté.

## Étymologie
Son nom d'espèce, rogersi, lui a été donné en référence à F. W. Rogers conservateur à l'institut Amani.

## Publication originale
- Barbour & Loveridge, 1928 : A comparative study of the herpetological faunae of the Uluguru and Usambara Mountains, Tanganyika Territory with descriptions of new species. Memoirs of the Museum of Comparative Zoology, Cambridge, Massachusetts, vol. 50, no 2, p. 87-265 (texte intégral).